# Медіамагнат
Медіамагнат — особа, яка контролює важливі медіа-ресурси через медіа-холдинг. У свій час словосполучення «четверта влада» з'явилась саме для відображення ролі медійних конгломератів у соціумі. Даний термін використовують для позначення власників засобів масової комунікації. У вітчизняній практиці так прийнято називати не лише власників, а й керівників великих медіа-холдингів, якщо йдеться про менеджерів з розширеними повноваженнями, що не зовсім відповідає початковому визначенню.
Медіамагнати — професійні бізнесмени, які працюють на ринку ЗМІ. Їх метою є не підвищення ефективності діяльності ЗМІ і прибуток в цій галузі їх теж не надто цікавить.

## Історія
Персони медіа-магнатів в газетній справі були відомими у ХІХ столітті. В ХХ столітті термін стали використовувати для позначення власників телекомпаній і великих видавничих домів.
Перший в історії газетний трест (група компаній Скріппса) був заснований у США. Слідом за ним свої медіакомпанії заснували Херст, Мак-Кормік, Паттерсон.

## Світові медіа холдинги
1. AT&T Inc.
2. Time Warner Inc.
3. Verizon Communications
4. Sprint Nextel Corporation Bertelsmann).
5. Modern Times Group
6. Werner Media Group
7. TG Publishing
8. Bestof Media Group
9. Ред Медіа.
10. Газпром-Медіа.
11. AOL Inc.
12. Бертельсманн (нем. Bertelsmann)
13. CBS Corporation
14. Dish Network
15. General Electric
16. Hearst Corporation
17. News Corporation
18. Schibsted
19. Televisa
20. Time Warner
21. Viacom
22. Vivendi

## Найбільші медіахолдинги України[ред. • ред. код]
Українська Медіа Група — перша незалежна українська мультимедійна група. Заснована Борисом Ложкіним в кінці 1990-х років на базі газети «Теленеделя» . Управляє портфелем з понад 50 брендів з лідируючими позиціями на ринках інтернету, радіо та преси, що охоплюють ніші новин, політики, економіки та бізнесу, спорту, моди, життя зірок і ТБ. У портфелі компанії більше десятка українських і міжнародних медіабрендів, головні з яких — Forbes Ukraine і Vogue Ukraine (з видавництвом Conde Nast укладений стратегічний договір, що надає UMH group право розвивати на території України кілька проектів). Займає 15-у сходинку в рейтингу найбільших медіакомпаній, що працюють на ринках пострадянських країн, будучи другим за обсягом аудиторії медіахолдингом України (після StarLight Media). Основний вид бізнесу — виробництво контенту для всіх видів медіа: інтернету, радіо та періодичній пресі, а також рітейл, поліграфія. Головний офіс керуючої компанії знаходиться в Києві. Є офіси і представництва в 43 містах України та Росії. Акції компанії розміщувалися на Франкфуртській фондовій біржі. Член міжнародної організації WAN-IFRA.
1+1 Media - український медіахолдинг, до складу якого входять 5 телеканалів «1+1», «2+2», «ТЕТ», «ПЛЮСПЛЮС», «1+1 International» інформаційне агентство УНІАН, Телекритика. Власник — Ігор Коломойський, генеральний директор — Олександр Ткаченко.
StarLightMedia — медіагрупа № 1 в Україні. Групу створено 11.11.2009 року. До групи StarLightMedia входять шість телеканалів (СТБ, ICTV, Новий канал, М1, М2, QTV). У складі медіагрупи працюють два сейлз-хаузи: StarLight Sales (реалізує пряму рекламу на телеканалах групи та каналі «Перший канал. Всесвітня мережа» в Україні) та StarLight Brand Content (реалізує спонсорство, продакт-плейсмент, медіапідтримку тощо). Партнером для комерційних брендів є компанія з виробництва рекламних і спонсорських матеріалів StarLight Commercial Production. Високоякісне власне виробництво — наш коник. У складі групи працюють дві продакшн-компанії — StarLight Films і Vavёrka Production. На службі телевиробників, каналів групи й зовнішніх замовників — компанії StarLight Rental (надання в оренду обладнання для телевиробництва) і StarLight Scenery (виробництво сценічних декорацій і оформлення знімальних майданчиків). Інтернет-напрямок сконцентрований у компанії StarLight Digital. Власник — Віктор Пінчук.
InterMediaGroup - українська медіагрупа, заснована у 2005 році. Група володіє 61% акцій ПАТ «Телеканал „Інтер“», 90% «Кіно-ТБ» (телеканал «Enter-фільм»), 90% «Музика-ТБ» (телеканал «Піксель»), телеканалами «К1», «К2», «Мега», «НТН», «MTV Україна» та іншими медіа-активами З 2013 року медіагрупа належить компанії GDF Media limited, 80% акцій якої володіє Дмитро Фірташ, а 20% — Сергій Льовочкін. Керує медіагрупою Ганна Безлюдна.

## Медіамагнати світу
Роберт Едвард Тернер III (відоміший як Тед Тернер) (англ. Ted Turner; 19 листопада 1938, Цинциннаті, Огайо) — американський бізнесмен, засновник щоденного каналу новин CNN.Тед Тернер є засновником і власником розважальної станції «TBS» (Turner Broadcasting System), кінокомпанії «Turner Entertainment», каналів «CNN» (Cable News Network), «TNT» (Turner Network Television), ТВ-6, мережі «CNN радіо» та ін. Інформаційна імперія Теда Тернера почалася з рекламних щитів — цей бізнес залишився Теду після самогубства батька. Після викупу станції UHF в Атланті почалося створення «Turner Broadcasting System». CNN революційно змінила засоби масової інформації, зокрема висвітливши катастрофу космічного корабля Челенджер у 1986 році та війни у Перській затоці. Тернер також відомий у світі вітрильного спорту, як переможець регат світового значення. У 1977 році яхта «Courageous» під його керівництвом зуміла захистити Кубок Америки, а в 1979 році він виграв знамениту Фастнетську регату, яка того року проходила в умовах сильного шторму. Тед Тернер — засновник і головний спонсор «Ігор доброї волі», які проводилися, починаючи з 1986 року, один раз на чотири року. Як засновник «Ігор доброї волі», Тернер був нагороджений Міжнародною Леонардо-премією у 1993 році. У 1996 році Тернер продав свій телекомунікаційний бізнес корпорації Time Warner за $7, 5 млрд. Відповідно до умов угоди він став віце-президентом корпорації Time Warner і відповідає за діяльність тих, що належали йому раніше компаній. 18 вересня 1997 року Тед пожертвував частину власних цінних паперів корпорації Time Warner на загальну суму 1 мільярд доларів в спеціальный фонд, який мав конвертувати їх в готівку, яку рівними частинами протягом десяти років передавати ООН для використання виключно в інтересах гуманітарних програм зі знешкодження протипіхотних мін, запобіганню епідемій і допомоги біженцям, а також на конкретні програми дитячого фонду UNICEF. У 2003 році Тернер пішов у відставку з посади віце-президента Time Warner, а у 2006 році з ради директорів. 30 березня 2011 року Тед Тернер став лауреатом першої щорічної премії «Людина, що змінила світ», заснованої Фондом Михайла Горбачова. Станом на вересень 2011 року власний капітал Теда Тернера становить 2 млрд доларів.
Опра Гейл Вінфрі (англ. Oprah Gail Winfrey; народ. 29 січня, 1954) — американська актриса і ведуча ток-шоу «Шоу Опри Вінфрі». Найвпливовіша людина шоу-бізнесу в 2009 році за версією журналу Forbes. Майновий стан Опри оцінюється в приблизно $ 2,7 мільярдів, завдяки чому вона вважається найбагатшою жінкою в світовому шоу-бізнесі.
Кіт Ру́перт Ме́рдок (англ. Keith Rupert Murdoch; *11 березня 1931) — міжнародний медіамагнат, президент «News Corporation» (укр. Новинна корпорація, транслітерується українською: Ньюз Корпоре́йшн) . Американський підприємець, творець і голова медіагіганта «Ньюз Корпоре́йшн», його генеральний директор (з 1979 р.) і голова ради директорів (з 1991 р.). Під контролем Мердока знаходяться ЗМІ, кінокомпанії і книжкові видавництва в США, Великій Британії, Австралії та інших країнах. В 1964 р. Мердок заснував першу загальнонаціональну газету Австралії — «Острелієн» (The Australian — Австралієць). Бізнес Мердока вийшов на загальний австралійський рівень, в його розпорядженні опинилися газети, журнали і телевізійні канали. У 1968 р. була зроблена перша значна покупка за кордоном: Мердок придбав лондонську газету «Ньюз оф зе Ворлд» (News of the World — Новини світу). До середини 1970-х років мердоківські ЗМІ перетворилися на вирішальну силу на австралійському ринку і стали провідником політичної агітації, напрямок якої з часом суттєво мінявся. І в Австралії і згодом в інших країнах ЗМІ Мердока переключалися від підтримки лейбористів до лібералів і консерваторів. Компанії Мердока були консолідовані в засновану ним корпорацію «Ньюз Корпорейшн», названу на честь його першої газети. З 1979 року Мердок незмінно був генеральним директором корпорації і входив в раду її директорів, а пізніше, в 1991 році, також став головою ради директорів. Зарубіжна експансія продовжувалася, в 1970-х роках Мердоком були придбані в США газета «Нью-Йорк Пост» (The New York Post) і журнал «Нью-Йорк Мегезін» (New York Magazine) (засновник журналу Клей Фелкер на знак протесту залишив посаду головного редактора). У Великій Британії під контролем Мердока опинилися газети «Сан» (The Sun — Сонце), «Таймз» (The Times — Часи) і «Санді Таймз» (The Sunday Times — Недільні часи). Магнат проводив жорстку політику в наймі персоналу й не бажав йти на поступки профспілкам. У 1980-х роках у Великій Британії після модернізації друкарського процесу він звільнив декілька тисяч чоловік і в результаті перетворився на ненависну для британських лівих фігуру. У 1980-х роках Мердок вирішив вийти на американський ринок телебачення. Оскільки американські закони забороняли іноземцям володіти місцевими телеканалами, в 1985 р. підприємець натуралізувався в США. Після цього він придбав компанію «Метромедіа» (Metromedia), яка склала основу його телевізійної мережі «Фокс Бродкастінг» (Fox Broadcasting) . Пізніше, в 1996 р., почав роботу канал «Фокс Ньюз» (Fox News), висвітлюючи новини з неоконсервативних позицій. ЗМІ Мердока стали грати все більшу роль в політиці. У Великій Британії вони активно підтримували консервативних прем'єр-міністрів Маргарет Тетчер і Джона Мейджора, а потім «нового лейбориста» Тоні Блера. У США з часів президента Рональда Рейгана вони переважно агітували за республіканців. На думку критиків, політична заангажованість видань і телеканалів Мердока не була обумовлена його особистими переконаннями і мотивувалася тільки інтересами його гри на тій або іншій національній сцені. Так, після поразки республіканців на проміжних виборах 2006 р. в США значно збільшився потік дотацій «Ньюз Корпорейшн» на потреби Демократичної партії. У 2002 р. Мердок активно виступив за початок планованої США війни в Іраку. Згодом за війну ратували підконтрольні магнатові ЗМІ по всьому світу. З глобальним розширенням «Ньюз Корпорейшн» у розпорядження Мердока потрапили телеканали, кінокомпанії, книжкові видавництва, мережі кабельного і супутникового телебачення, журнали і газети в США, Австралії, Європі, Латинській Америці, Азії і Тихоокеанському регіоні. У числі найвідоміших брендів, належних Мердоку, опинилися «Тве́нтіз Се́нчурі Фокс» (20th Century Fox), «Фокс Телевіжн» (Fox Television), «Гарпер Коллінз Паблішерз» (Harper Collins Publishers), «Май Спейс Дот Ком» (MySpace.com) та інші. Багато критиків стверджували, що комерційний успіх Мердока був досягнутий за рахунок деградації ЗМІ, заміни якісних джерел інформації на дешеві вульгарні продукти масового споживання. Крім того, в кінці 1990-х рр. британські видання звернули увагу громадськості на те, що, незважаючи на свої мільярдні прибутки, «Ньюз Корпорейшн» виплачувала близький до нуля мінімум корпоративних податків. Це стало можливим завдяки складній міжнародній структурі медіа-імперії Мердока і активному використанню офшорних зон. До 2007 р. особистий статок Мердока досяг 9 млрд доларів США. Із цим показником він зайняв 73-тє місце в традиційному рейтингу найбагатших людей планети, складеному журналом «Форбс» (Forbes). Навесні 2007 року магнат в черговий раз голосно заявив про себе: його корпорація намірилася придбати компанію «Доу Джонс» (Dow Jones), видавця провідної ділової газети «Уолл-стріт Джорнел» (The Wall Street Journal).
Джо́зеф Пу́літцер (або Пуліцер; англ. Joseph Pulitzer, 10 квітня 1847—29 жовтня 1911) — американський видавець, журналіст, родоначальник жанру «жовтої преси». Гроші, які він залишив по собі, стали основою для створення Пулітцерівської премії — однієї з найпрестижніших премій у галузі журналістики (вперше вручена 1917 року).
Березо́вський Бори́с Абра́мович (*23 січня 1946, Москва — †23 березня 2013, Лондон) — російський підприємець, олігарх, політик, математик. В опозиції до Володимира Путіна. Останні роки жив в еміграції у Великій Британії, в Росії був у розшуку за звинуваченням у шахрайстві та спробі силового захоплення влади. Причетність Березовського до фінансування деяких українських політиків набула великого розголосу в Україні. У 1997 журнал Forbes оцінював його статки у $3 млрд. У січні 1995 року брав участь в створенні Суспільного російського телебачення і увійшов до ради директорів ОРТ. З 1995 року — акціонер Московської незалежної мовної корпорації (ТБ-6)

## Медіамагнати України
Ві́ктор Миха́йлович Пінчу́к (14 грудня 1960) — український підприємець, політик, мільярдер та меценат, зять колишнього президента України Леоніда Кучми. Засновник інвестиційно-консалтингової компанії EastOne та благочинної організації Фонд Віктора Пінчука. Один із найбагатших олігархів України. Претендент на входження до рейтингу 100 найвпливовіших особистостей у світі сучасного мистецтва за 2008 рік. Власник StarLightMedia.
Ігор Вале́рійович Коломо́йський (*13 лютого 1963, Дніпропетровськ) — підприємець з українським і ізраїльським громадянством, член наглядових рад «Приватбанку», нафтопереробного комбінату «Нафтохімік Прикарпаття», а також нафтовидобувної компанії «Укрнафта». Ігоря Коломойського також пов'язують з інформаційним агентством УНІАН, і Володимиром Володимировичем Путіним а також Рінатом Ахметовим і «Газетою по-київськи». У 2007 році Приват за $ 100 млн придбав 3% акцій компанії Central European Media Enterprises Ltd, яка контролює телеканал "Студія «1+1»
Дмитро́ Васи́льович Фі́рташ (* 2 травня 1965, Синьків, Заліщицький район, Тернопільська область) — український бізнесмен, інвестор, меценат, Голова Ради Директорів Group DF, голова Ради Федерації роботодавців України, Голова Національної тристоронньої соціально-економічної ради, співголова Ради вітчизняних та іноземних інвесторів при Міністерстві освіти і науки, молоді та спорту України, член Комітету з економічних реформ при Президентові України, власник InterMediaGroup.